# Jóhan á Plógv Hansen
Jóhan á Plógv Hansen (geboren am 1. Mai 1994 in Tórshavn) ist ein von den Färöern stammender Handballspieler auf der Position Rechtsaußen. Mit der dänischen Handballnationalmannschaft wurde er viermal Weltmeister.

## Vereinskarriere
Im Alter von vier Jahren begann er mit dem Handballspiel; sein erster Verein war Kyndil Tórshavn. Als er mit 16 Jahren einen Platz an der Skanderborg Håndbold Elite Akademi bekam, zog er nach Dänemark. Er wechselte im Jahr 2015 zum dänischen Verein Bjerringbro-Silkeborg, mit dem er an der EHF Champions League 2016/17 teilnahm. Ab der Saison 2020/21 stand er bei der TSV Hannover-Burgdorf in der deutschen Bundesliga unter Vertrag. Mit 140 Toren, davon 49 per Siebenmeter, wurde er sofort eine feste Größe und zweitbester Torschütze der Niedersachsen hinter Ivan Martinović (155/52). Zur Saison 2022/23 unterschrieb er einen Dreijahresvertrag bei der SG Flensburg-Handewitt. 2024 und 2025 gewann er mit der SG die EHF European League. Seit der Saison 2025/26 spielt er für den Verein Skanderborg Aarhus Håndbold. Er unterschrieb einen Dreijahresvertrag.

## Nationalmannschaft
Jóhan á Plógv Hansen war für HB Tórshavn und die U 15 der färöischen Fußballnationalmannschaft aktiv, konzentrierte sich dann aber ganz auf den Handballsport.
Er spielte zunächst für die färöische Männer-Handballnationalmannschaft, entschied sich im Jahr 2013 aber, fortan für die dänische Männer-Handballnationalmannschaft aufzulaufen. An der EHF Challenge Trophy im Jahr 2012 nahm er noch mit der färöischen Nationalmannschaft teil. Nach einer zwei Jahre dauernden Sperrfrist wechselte er zur dänischen Nationalmannschaft, für deren U 21-Team er am 5. Januar 2015 debütierte. Bei der U 21-Weltmeisterschaft 2015 wurde er mit dem dänischen Team Zweiter. Er stand im Kader der dänischen Nationalmannschaft bei der Weltmeisterschaft 2019 und der Weltmeisterschaft 2021. Beim Gewinn der Weltmeisterschaft 2021 trug er im Turnierverlauf 14 Treffer zum Erfolg bei. Auch die Weltmeisterschaft 2023 konnte er gewinnen. Mit Dänemark gewann er zudem bei den Olympischen Spielen in Tokio die Silbermedaille. Jóhan Hansen wurde damit zum ersten Medaillengewinner von den Färöern. Bei der Europameisterschaft 2022 gewann er mit Dänemark die Bronzemedaille. Beim Gewinn der Silbermedaille bei der Europameisterschaft 2024 kam er in drei Spielen zum Einsatz und warf drei Tore. Bei der Weltmeisterschaft 2025 warf er 14 Tore in neun Partien und wurde mit dem Team erneut Weltmeister.

## Saisonbilanzen
| Saison    | Verein                 | Spielklasse    | Spiele | Tore | 7-Meter      | Feldtore |
| --------- | ---------------------- | -------------- | ------ | ---- | ------------ | -------- |
| 2013/14   | Skanderborg Håndbold   | Håndboldligaen | 26     | 51   | 1/1 (100 %)  | 50       |
| 2014/15   | Skanderborg Håndbold   | Håndboldligaen | 25     | 92   | 1/2 (50 %)   | 91       |
| 2015/16   | Bjerringbro-Silkeborg  | Håndboldligaen | 34     | 65   | 4/7 (71 %)   | 61       |
| 2016/17   | Bjerringbro-Silkeborg  | Håndboldligaen | 19     | 52   | 0/1 (0 %)    | 52       |
| 2017/18   | Bjerringbro-Silkeborg  | Håndboldligaen | 26     | 69   | 16/22 (73 %) | 53       |
| 2018/19   | Bjerringbro-Silkeborg  | Håndboldligaen | 36     | 193  | 79/94 (84 %) | 114      |
| 2019/20   | Bjerringbro-Silkeborg  | Håndboldligaen | 24     | 138  | 62/79 (79 %) | 76       |
| 2020/21   | TSV Hannover-Burgdorf  | Bundesliga     | 36     | 140  | 49/64 (77 %) | 91       |
| 2021/22   | TSV Hannover-Burgdorf  | Bundesliga     | 33     | 162  | 55/81 (68 %) | 107      |
| 2022/23   | SG Flensburg-Handewitt | Bundesliga     | 32     | 107  | 14           | 93       |
| 2023/24   | SG Flensburg-Handewitt | Bundesliga     | 34     | 88   | 3            | 85       |
| 2024/25   | SG Flensburg-Handewitt | Bundesliga     | 34     | 90   | 0            | 90       |
| 2013–2025 | alle                   | alle           | 359    | 1247 | 284          | 963      |